# Парни одной деревни
«Парни одной деревни» — советский чёрно-белый художественный фильм 1961 года, снятый на киностудии «Таллинфильм» режиссёром Юри Мюйром.
Премьера фильма состоялась 19 февраля 1962 года.

## Сюжет
Буря прибила эстонский рыбацкий катер к берегам Финляндии. Власти иностранного государства начинают вокруг них политическую игру. В ожидании советских властей, которые должны забрать их на родину, рыбаков уговаривают остаться в «свободном мире». Кто-то колеблется и думает о том, чтобы оставить позади свою прежнюю жизнь в советской Эстонии, кто-то непременно хочет вернуться на родину.

## В ролях
- Хеленд Пеэп — Юхан (дубляж Григорий Гай)
- Эйнари Коппель — Кустас (дубляж Александр Суснин)
- Пеэтер Кард — Юри (дубляж Юрий Дедович)
- Каарел Карм — Ниглас (дубляж Евгений Григорьев)
- Херта Эльвисте — Маали (дубляж Тамара Тимофеева)
- Айно Сеэп — Юула (дубляж Лилия Гурова)
- Малл Силланди — Айно (дубляж Галина Теплинская)
- Кальё Кийск — Райм
- Арнольд Сиккел — Феликс Кандель  (дубляж Николай Крюков)
- Оскар Лийганд — Эрвин (дубляж Аркадий Трусов)
- Прийт Ратас  —  эпизод